# Ronald Ortiz-Magro
Ronald Ortiz-Magro, meglio conosciuto come Ronnie (New York, 4 dicembre 1985), è un personaggio televisivo statunitense.
È diventato famoso nel 2009 per la sua partecipazione al reality show di MTV Jersey Shore.

## Biografia
Ortiz-Magro è nato e cresciuto nel The Bronx, New York da papà italo-americano, Ronald Magro, e mamma portoricana, Constance Ortiz. I genitori sono divorziati, sua madre si è risposata ed ha un altro figlio, James, con il suo attuale marito.

## Carriera

### Jersey Shoree il successo televisivo
Ortiz lavorava con suo padre in un'agenzia immobiliare prima di far parte del reality show di Mtv Jersey Shore. Viene scelto per far parte del cast dello show e nell'estate 2009 nello Stato del New Jersey gira la prima stagione della serie che debutta su MTV nel dicembre dello stesso anno ottenendo grande successo, lo stesso cast partecipa per sei stagioni nel New Jersey a Miami Beach (seconda stagione) e a Firenze (quarta stagione). Ronnie ha anche una linea di T-shirt chiamata "Jersey Laundry". È apparso con i suoi colleghi di reality in The Tonight Show with Jay Leno, The Ellen DeGeneres Show, The Wendy Williams Show e Live with Regis and Kelly. Ortiz-Magro può anche trovarsi nella popolare serie intitolata "Stop it Ron", dove di solito appare con la sua ragazza Sammi Giancola.
Ortiz-Magro è apparso in TNA Wrestling's Impact Wrestling il 26 ottobre in Macon, Georgia. Il primo episodio, trasmesso il 3 novembre, vide Ortiz ed Eric Young prenderle da Robbie E e Rob Terry, ma la settimana seguente Ronnie vinse contro Robbie. Ortiz-Magro e i suoi compagni appaiono nel film The Three Stooges nel 2012 e appare anche in Xenadrine ads.

## Vita privata
Ronnie ha una storia con la sua compagna di reality Sammi "Sweetheart" Giancola dal 2009, continuano la loro storia anche fuori da reality ma con molte pause come sono soliti fare. Nel 2017 i due si lasciano definitivamente . Nell'aprile del 2018 Ronnie diventa padre di una bambina avuta dall’attuale fidanzata. Sammi ha deciso di rifiutare l'invito per la nuova stagiona di Jersey Shore, proprio per non incontrare Ron.